# Rhipidia schwarzi
Rhipidia schwarzi är en tvåvingeart som beskrevs av Alexander 1912. Rhipidia schwarzi ingår i släktet Rhipidia och familjen småharkrankar. Inga underarter finns listade i Catalogue of Life.